# JETZT – Liste Pilz
Pour les articles homonymes, voir Pilz.
JETZT – Liste Pilz (abrégé en JETZT), anciennement connu comme Liste Peter Pilz (abrégée en PILZ), est un parti politique social-libéral, écologiste et europhile autrichien fondé en 2017 par Peter Pilz.

## Résultats électoraux

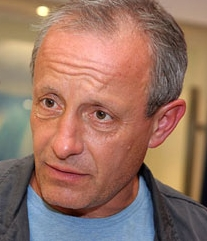
Peter Pilz, fondateur du parti.

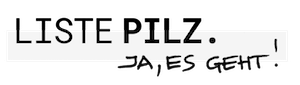
Logo jusqu'en 2018.

### Élections au Conseil national
| Année | Voix    | %   | Mandats | Rang | Gouvernement        |
| ----- | ------- | --- | ------- | ---- | ------------------- |
| 2017  | 220 503 | 4,4 | 8 / 183 | 5e   | Opposition          |
| 2019  | 89 169  | 1,9 | 0 / 183 | 6e   | Extra-parlementaire |

### Élections européennes
| Année | Voix | Mandats | Rang | Groupe |
| ----- | ---- | ------- | ---- | ------ |
| 2019  | 1,0  | 0 / 18  | 6e   |        |